# Ana Guiomar
Ana Guiomar Dias Reis Pereira (Torres Vedras, Ramalhal, 26 de agosto de 1988) é uma atriz e apresentadora de televisão portuguesa. Durante 11 anos (2008 - 2019), foi uma das atrizes mais ativas da SIC, no canal estreou-se também como apresentadora em 2016, no programa Best Bakery - A Melhor Pastelaria de Portugal, a partir de então, tem conciliado o seu trabalho de atriz com o de apresentadora. Em 2019, foi contratada pela TVI, estação de televisão onde trabalha atualmente.

## Biografia
Ana Guiomar Dias Reis Pereira, nasceu em Torres Vedras, no dia 26 de agosto de 1988.
Ana Guiomar começou a sua carreira como atriz a integrar o elenco de uma série da RTP1, Segredo de Justiça, em 2001. Porém, acabaria por ganhar maior notoriedade ao desempenhar o papel de Marta Navarro na segunda temporada e na fase de "ano letivo" da terceira temporada da soap opera juvenil Morangos com Açúcar.  Após a sua participação de sucesso em Morangos Com Açúcar, Guiomar reforça o elenco da telenovela da TVI, Tempo de Viver (2006).
Com apenas 16 anos, Ana Guiomar deu os seus primeiros passos na área da representação, tendo hoje um currículo invejável naquela área. Com cerca de três dezenas projetos televisivos e uma carreira sólida na área do teatro, Ana Guiomar é querida pelo público que hoje reconhece o seu talento.
Na RTP, integra o elenco de Conta-me como Foi (2007) e o remake de Vila Faia (2008).
Em 2008, estreia-se na ficção da SIC, com Podia Acabar o Mundo, no papel de Sónia Pereirinha. Nesta telenovela a sua personagem e a de Diana Chaves, marcaram a ficção nacional, ao interpretarem um casal de lésbicas. A partir desse ano, Ana, foi uma das atrizes mais ativas do canal, tendo integrado o elenco de várias tramas da estação. Em 2009, participa em Perfeito Coração e, em 2010, na telenovela de sucesso Laços de Sangue, vencedora de um Emmy Award.
Ainda em 2008, estreou-se no teatro com a peça Confissões de Adolescentes, encenada por António Pires. Segue-se  A Purga, uma peça de João Lourenço, que lhe valeu uma nomeação na categoria de melhor atriz, pela Sociedade Portuguesa de Autores. Ainda no teatro entrou noutras peças, como Amor e Informação, Judite ou O Pai.
Em 2012, entrou na novela da SIC, Dancin' Days e, depois de terminar as gravações da novela, assumiu a personagem Carla Rocha, em 2013, para a telenovela da RTP1, Os Nossos Dias.
Em 2014, integra o elenco de Mar Salgado, para a SIC. No canal, seguem-se Amor Maior (2016) e Golpe de Sorte (2019).
Apaixonada pela cozinha, em agosto de 2015, criou a conta de Instagram “Mãe Já Não Tenho Sopa!”, que tem sido um sucesso e que à data de outubro de 2024 possui 188 mil seguidores. Ainda em 2015, foi nomeada na categoria de melhor atriz, pela sua participação em Vénus de Vision, nos Globos de Ouro.
Estreou-se como apresentadora, no programa da SIC Best Bakery - A Melhor Pastelaria de Portugal, em 2016. Escreveu também, o seu livro de receitas Mãe Já Não Tenho Sopa!
Juntamente com o seu ex-companheiro de longa data, o ator Diogo Valsassina, Ana Guiomar protagoniza anúncios televisivos da Vodafone Portugal desde 2016.
Após 11 anos de colaboração com a SIC, em outubro de 2019, é anunciada a sua contratação por parte da TVI, onde começa por ser capitã de equipa no programa Ver p'ra Crer, apresentado por Pedro Fernandes. No regresso ao canal, foi coadjuvante em Amar Demais (2020) e interpretou ainda a sua primeira protagonista, na novela Festa É Festa, um enorme sucesso nas audiências que esteve em antena durante quatro anos.
Quatro anos depois de apresentar Best Bakery, regressa à apresentação com Anti Stress, em 2020, e em 2022, apresentou com David Carreira, Vai de Carrinho!, na TVI.
Apresenta, em 2025, Por Tudo e Por Nada, para a TVI.

## Vida pessoal
Ana Guiomar teve uma relação de 18 anos com Diogo Valsassina, que conheceu na segunda temporada de Morangos com Açúcar. Diogo Valsassina chegou a pedir Ana Guiomar em casamento em 2020, mas o enlace nunca veio a acontecer e em outubro de 2024 a atriz anunciou que os dois se tinham separado, continuando a considerar Diogo Valsassina como um amigo.
O ex-casal tem um cão chamado Bart, que já apareceu em anúncios da Vodafone com Valsassina e Guiomar.

## Filmografia

### Televisão
| Ano         | Projeto                                       | Papel                | Notas                                    | Canal |
| ----------- | --------------------------------------------- | -------------------- | ---------------------------------------- | ----- |
| 2001        | Segredo de Justiça                            | Marta                | Elenco Adicional                         | RTP1  |
| 2004 - 2006 | Morangos com Açúcar                           | Marta Navarro        | Elenco Principal                         | TVI   |
| 2006 - 2007 | Tempo de Viver                                | Inês Pinto           | Elenco Principal                         | TVI   |
| 2007 - 2008 | Conta-me como Foi                             | Helena Costa Lemos   | Elenco Principal                         | RTP1  |
| 2008        | Liberdade 21                                  | Daniela              | Participação Especial                    | RTP1  |
| 2008 - 2009 | Vila Faia                                     | Joana Marques Vila   | Elenco Principal                         | RTP1  |
| 2008 - 2009 | Podia Acabar o Mundo                          | Sónia Pereirinha     | Elenco Principal                         | SIC   |
| 2009        | Pokerzada                                     |                      | Elenco Principal                         | SIC   |
| 2009        | A Vida Privada de Salazar                     | Maria Emília Vieira  | Participação Especial                    | SIC   |
| 2009 - 2010 | Perfeito Coração                              | Maria da Luz Barbosa | Elenco Principal                         | SIC   |
| 2010 - 2011 | Laços de Sangue                               | Liliana Pimentel     | Elenco Principal                         | SIC   |
| 2012 - 2013 | Dancin' Days                                  | Sónia Moura          | Elenco Principal                         | SIC   |
| 2012        | A Noite do Fim do Mundo                       | Lurdes               | Telefilme                                | RTP1  |
| 2012        | Maternidade (série de televisão)              | Helena               | Participação Especial                    | RTP1  |
| 2013        | Conta-me História                             | Ilda Pulga           | Elenco Principal                         | RTP1  |
| 2013 - 2015 | Os Nossos Dias                                | Carla Rocha          | Elenco Principal                         | RTP1  |
| 2014 - 2015 | Mar Salgado                                   | Vitória Pimenta      | Elenco Principal                         | SIC   |
| 2016 - 2017 | Amor Maior                                    | Maria Preciosa Dias  | Elenco Principal                         | SIC   |
| 2016        | Best Bakery - A Melhor Pastelaria de Portugal | Ela Própria          | Apresentadora                            | SIC   |
| 2019        | Golpe de Sorte                                | Patrícia Cruz        | Elenco Principal                         | SIC   |
| 2019        | Desliga a Televisão                           | Vários Papéis        | Elenco Principal                         | RTP1  |
| 2019 - 2020 | Ver p'ra Crer                                 | Ela Própria          | Capitã de Equipa                         | TVI   |
| 2020        | Anti-Stress                                   | Ela Própria          | Apresentadora                            | TVI   |
| 2020 - 2021 | Amar Demais                                   | Rute Goulart         | Coadjuvante                              | TVI   |
| 2021 - 2025 | Festa É Festa                                 | Aida Trindade        | Protagonista                             | TVI   |
| 2022        | Vai de Carrinho!                              | Ela Própria          | Apresentadora, ao lado de David Carreira | TVI   |
| 2023        | Somos Portugal                                | Ela Própria          | Apresentadora de uma emissão             | TVI   |
| 2024        | Dança com as Estrelas (6.ª edição)            | Ela Própria          | Concorrente                              | TVI   |
| 2024        | Senhor Rui - Um Homem do Povo                 | Alice Nabeiro        | Co-Protagonista                          | TVI   |
| 2025        | Por Tudo e Por Nada                           | Ela Própria          | Apresentadora                            | TVI   |
| 2025        | Vai Direto                                    | Sofia                | Elenco Principal                         | TVI   |
| 2025        | Star Park                                     | Ela Própria          | Participante                             | TVI   |
| 2025        | Congela                                       | Ela Própria          | Participante                             | TVI   |

#### Especiais / Outros
| Ano  | Programa                           | Notas                                                                             | Canal |
| ---- | ---------------------------------- | --------------------------------------------------------------------------------- | ----- |
| 2020 | Todos Por Todos: Missão Continente | Apresentadora                                                                     | TVI   |
| 2022 | Rua das Flores                     | Participação Especial, como Aida Trindade, personagem da telenovela Festa É Festa | TVI   |
| 2024 | Há Festa no Hospital               | Co-Apresentadora                                                                  | TVI   |

### Cinema
- Beija-me depressa (2010), curta-metragem com realização de José Ricardo Lopes
- O Pátio da saudade (2025), Joana

### Dobragens
- Harry Potter e o Príncipe Misterioso - o jogo (2009) 'Lavender Brown'
- Arthur e a Vingança de Maltazard (2009 'Selenia'
- Winx Club: A Aventura Mágica (2010) 'Stella'
- Arthur 3: A Guerra dos Dois Mundos (2010) 'Selenia'
- ParaNorman (2012) 'Courtney'
- Os Smurfs 2 (2013) 'Vexy'
- Paddington (2014) 'Millicent Clyde'
- À Procura de Dory (2016) 'Destiny' [30]
- Hotel Transylvania 3: Umas Férias Monstruosas (2018) 'Mavis Drácula'
- Star Wars: A Guerra dos Clones (2008-2020) 'Ahsoka Tano'
- Star Wars Rebels (2014-2018) 'Ahsoka Tano'

## Teatro[31]
| Ano  | Título                                | Personagem | Produção               |
| ---- | ------------------------------------- | ---------- | ---------------------- |
| 2008 | Confissões de Adolescentes            | Marta      | António Pires          |
| 2011 | Purga                                 |            | João Lourenço          |
| 2013 | Há muitas razões para ser bonita      | Xana       | João Lourenço          |
| 2014 | Vénus de Vision                       | Vanda      | Marta Dias             |
| 2014 | Os Nossos Dias                        | Carla      | Alexandre Haichmeister |
| 2014 | Amor e Informação                     | -          | João Lourenço          |
| 2016 | Judite                                | Judite     | Rui Catalão            |
| 2016 | O Pai                                 | -          | João Lourenço          |
| 2017 | Toda a Cidade Ardia                   | Ana        | Marta Dias             |
| 2019 | Golpada                               | Maria      | João Lourenço          |
| 2024 | HEISENBERG — O princípio da incerteza |            | João Lourenço          |

## Prémios e nomeações
| Ano  | Organização                     | Nomeação                             | Produção       | Resultado |
| ---- | ------------------------------- | ------------------------------------ | -------------- | --------- |
| 2012 | Sociedade Portuguesa de Autores | Melhor Atriz Teatro                  | A Purga        | Indicado  |
| 2015 | Globos de Ouro                  | Melhor Atriz Teatro                  | Vénus de Vison | Indicado  |
| 2021 | Troféus de Televisão Impala     | Telenovelas - Melhor Atriz de Elenco |                | Indicado  |

## Projetos Digitais
- "Mãe, Já Não Tenho Sopa" conta no Instagram com partilha de receitas fáceis e rápidas, da autoria de Ana Guiomar (2015/2016).

## Publicações
- "Mãe, Já Não Tenho Sopa!", livro de receitas (2016).[33][34]